# 필립 세인트 조지 쿡
필립 세인트 조지 쿡(Philip St. George Cooke, 1809년 6월 13일 – 1895년 3월 20일)은 미국 육군 기병 장교로, 남북 전쟁에서 북군 장군으로 복무했다. 그는 육군 기병 매뉴얼을 저술한 것으로 유명하며, 때때로 "미국 기병의 아버지"라고 불린다.

## 초기 생애
쿡은 1809년 6월 13일 리스버그 (버지니아주)에서 태어났다. 그는 1827년 미국 육군사관학교를 졸업하고 보병의 명예 소위로 임관했다. 그는 미국 서부의 다양한 시설과 블랙 호크 전쟁에서 복무했다. 1833년 그는 새로 창설된 미국 제1 드라군 연대의 중위로 진급했다.
쿡은 드라군과 함께 원서부로 수많은 탐험 여행을 떠났다. 1841년 9월, 그는 멕시코 총독 마누엘 아르미호에게 전투 없이 패배했는데, 아르미호는 그를 속여 자신이 강력한 군대를 가지고 있다고 믿게 하고 저항 없이 무기를 포기하도록 설득했다.
200명의 드라군을 지휘하는 대위로서, 그는 산타페 가도를 따라 무역을 방해하려던 제2차 텍사스 산타페 원정으로 묘사된 사건에서 텍사스 공화국의 제이콥 스니블리 대령이 이끄는 약 100명의 병력을 무장 해제시키고 체포했다.
멕시코-미국 전쟁 동안 그는 산타페에서 캘리포니아까지 몰몬 대대를 이끌었고, 후에 쿡스 왜건 로드로 알려진 길을 개척했으며, 이는 나중에 캘리포니아 골드러시 동안 캘리포니아로 가는 남부 경로가 되었다. 그는 캘리포니아에서의 공로로 중령으로 명예 진급했다. 미국 제2기병연대를 지휘하며 그는 1854년 오호 칼리엔테 (뉴멕시코주)에서 히카리야 아파치족을 물리쳤고, 1855년 애시 홀로우 전투에서 수 연맹과 싸웠으며, 1856년부터 1857년까지 피의 캔자스에서 평화를 유지하기 위해 파견되었다. 브리검 영과 친분이 있던 쿡은 1857년부터 1858년까지 유타 원정에 참여했으며, 그 후 대령으로 진급하여 미국 제2 드라군 연대의 지휘관으로 임명되었다. 그는 크림 전쟁에서 미 육군의 참관인으로 활동했으며 1860년부터 1861년까지 유타 사령부를 지휘했다.

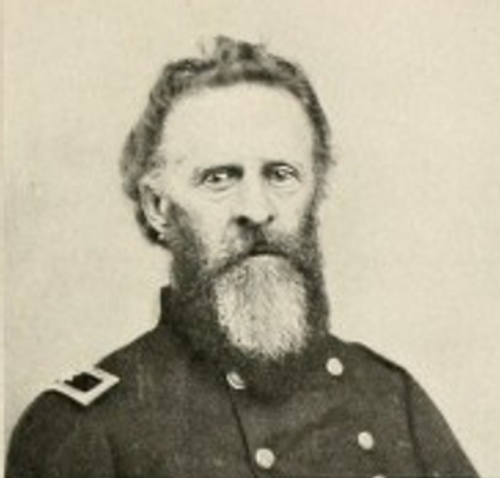
북군 장군 필립 세인트 조지 쿡

분리독립 문제는 쿡의 가족을 깊이 분열시켰다. 쿡 자신은 연방에 충성했지만, 그의 아들 존 로저스 쿡은 북버지니아 군에서 보병 여단장이 되었다. 유명한 남부군 기병 사령관인 젭 스튜어트는 쿡의 사위였다. 쿡과 스튜어트는 다시는 말하지 않았으며, 스튜어트는 "그는 단 한 번만 후회할 것이고, 그것은 계속될 것이다"라고 말했다.

## 남북 전쟁
남북 전쟁이 시작될 때 미 육군은 5개의 기마 연대를 보유하고 있었다. 쿡은 제2 드라군 연대를 지휘했으며, 이 연대는 미국 제2 기병 연대로 재지정되었다. 그들이 첫 전투에 나설 준비를 할 때, 쿡이 1858년에 썼지만 1862년에야 출판된 2권짜리 기병 전술 매뉴얼에서 배울 잠재적 기회가 있었다. 당시에는 논란이 많은 저작이었고 미국 전쟁부는 이를 공식 교리의 기초로 삼지 않기로 결정했다. 쿡은 기병대가 기마 공격의 가치를 주요 목적으로 삼아야 한다고 주장했지만, 다른 이들은 강선머스킷이 보병 무기로 등장하면서 고전적인 기병 돌격이 본질적으로 쓸모없게 되었음을 더 현명하게 인식하고 정찰과 차단에 임무를 집중할 것을 권고했다. 기병 돌격이 어느 정도 가치를 유지한다고 동의하는 사람들조차 쿡의 의견에 반대할 이유를 찾았다. 당시 기병 돌격의 저명한 이론은 미래의 장군인 헨리 핼렉과 조지 매클렐런이 지지한 것으로, 기병대는 이중 대열(1개 연대는 5개 중대씩 2개 줄로 배치)로 배치되어야 하며, 이는 즉각적인 후속 공격을 제공하여 돌격의 충격 효과를 높일 수 있다는 것이었다. 쿡의 매뉴얼은 4개 중대 1개 대대가 단일 전선을 형성하고, 2개 중대 2개 전대가 측면을 엄호하는 단일 대열 편성을 요구했다. 제3 대대는 수백 야드 뒤에 예비대로 배치될 것이었다. 쿡은 이중 대열 공격이 말의 대열에 혼란을 초래하고 통제하기 어려울 것이라고 믿었다.
쿡은 1861년 11월 12일자 서열로 1861년 11월 21일 미 육군 준장으로 임명되었다. 대통령 에이브러햄 링컨은 1861년 12월 21일 쿡을 임명하기 위해 지명했으며, 미 상원은 1862년 3월 7일 이를 인준했다. 그는 처음에 워싱턴 D.C. 방어 내의 정규군 기병 여단을 지휘했다. 반도 전역에서는 매클렐런에 의해 포토맥 군의 사단 규모의 기병 예비대를 지휘하도록 선택되었다. 남부군이 요크타운 시에서 철수하자 쿡은 조지 스톤먼 소장과 함께 추격에 나섰고, 그의 기병대는 스톤먼이 포트 매그루더에 대한 공격을 명령하면서 고전을 면치 못했다. 그는 이후 윌리엄스버그 전투, 게인즈 밀 전투, 화이트 오크 습지 전투에서 전투를 벌였다. 쿡은 칠일 전투 중 게인즈 밀에서 미국 제5 기병대의 불운한 돌격을 명령하여 거의 한 연대 전체의 정규군을 희생시켰다.
반도 전역 후, 쿡은 현역 야전 복무에서 물러났다. 직접적인 이유는 그의 사위인 젭 스튜어트가 포토맥 군을 완전히 포위하는 유명한 습격으로 연방 기병대를 모욕하여 그가 겪은 굴욕 때문이었다. 쿡은 군사법원 위원회에서 복무했으며, 배턴루지 지역을 지휘했고, 부관감 사무실에서 육군 모병관으로 일했다. 1866년 7월 17일, 앤드루 존슨 대통령은 쿡을 1865년 3월 13일자 서열로 정규군 소장 명예 계급으로 임명하도록 지명했으며, 미 상원은 1866년 7월 23일 이 임명을 인준했다.

## 전후 생애
쿡은 1866년부터 1867년까지 플랫트 사령부를, 1869년부터 1870년까지 컴벌랜드 사령부를, 그리고 호수 사령부를 지휘했다. 그는 1873년 10월 29일 준장으로 약 50년간의 복무를 마치고 육군에서 퇴역했다.
쿡은 미국 충성군단 군사 훈장 미시간 사령부의 일원이었다.
쿡은 그의 복무에 대한 다양한 회고록의 저자이다: 미주리주 포트 레번워스에서 캘리포니아주 샌디에이고까지의 군사 정찰 기록(1848), 군에서의 장면과 모험: 또는 군 생활의 로맨스(1857), 기병 전술(1862), 미국 기병을 위한 핸디북(1863), 뉴멕시코와 캘리포니아 정복(1878).
쿡은 미시간주 디트로이트에서 사망했으며, 그곳의 엘름우드 묘지에 묻혔다. 캘리포니아 산타바바라 카운티의 육군 캠프였던 캠프 쿡은 그의 이름을 따서 명명되었다. 이 장소는 현재 반덴버그 우주군 기지가 차지하고 있다.

## 유산
캠프 쿡 (1866-1870), 몬태나 준주의 첫 군사 기지는 필립 세인트 조지 쿡이 몬태나 준주를 포함하는 플랫트 사령부의 사령관이었을 때 그의 명예를 기려 명명되었다.
캠프 쿡 (1941-1953)은 캘리포니아 롬포크 근처의 군사 기지에 주어진 이름이었다. 1953년부터 1957년까지 비활성화되었다가 1957년부터 1958년까지 쿡 공군 기지로 활성화되었지만 1958년에 공식적으로 반덴버그 우주군 기지로 이름이 변경되었다. 캘리포니아의 캠프 쿡과 쿡 공군 기지는 필립 세인트 조지 쿡의 명예를 기려 명명되었다.

## 같이 보기
- 미국 남북 전쟁 연방군 장군 목록
- 미국 남북 전쟁의 기병
- 캠프 쿡
- 캠프 쿡 (몬태나)

## 내용주
1. ↑  Eicher, John H., and David J. Eicher. Civil War High Commands, p. 183. Stanford, CA: Stanford University Press, 2001. ISBN 0-8047-3641-3.
2. ↑  Copeland, Fayette (1946). 〈9〉. 《Kendall of the Picayune》. 82–83쪽.
3. ↑  Gregg, Josiah. Commerce of the Prairies: or, The Journal of a Santa Fé trader, 1831–1839. A. H. Clark, 1905. pp. 227–233.
4. ↑  Thomas, p. 95.
5. 1 2  Eicher, 2001, p. 716.
6. ↑  Eicher, 2001, p. 706.
7. ↑  Eicher, 2001, p. 184.
8. ↑  “Camp Cooke” (PDF). 2006년 7월 21일에 원본 문서 (PDF)에서 보존된 문서. 2012년 3월 5일에 확인함.